# 贻贝目
貽貝目是双壳纲翼形亚纲一個海洋软体动物的目，現時包括約400個物種。本目物種一般稱之為淡菜類，皆在海洋環境中的潮間帶及深海中生活。本目物種遍佈世界各地，但在水溫較冷的環境較為豐富。牠們經常都會在潮間帶及淺海的海岸，特別是多石的岩床上聚集；但Bathymodiolinae亞科的物種卻只會在深海的棲息地找得到。
本目有不少物種都是常見的食材。

## 特徵
本目物種的外殼並不對稱，還有一層厚厚的、黏黏的外殼膜。這些動物利用足絲固定在底質上。

## 分類

### 2010年分類
2010年，雙殼綱物種的分類被大幅更新。在這個更新了的分類，貽貝目只有一個總科，即貽貝總科（Mytiloidea）；當中只有一個科，即貽貝科（Mytilidae）。
- 貽貝總科（Mytiloidea）
  - 貽貝科（Mytilidae）

### 2015年分類
在較新的研究裡，贻贝总科物種按其被分為四類，但未獲世界海洋物種目錄承認。這四個科是：
- Crenellidae
- 偏頂蛤科（Modiolidae G. Termier & H. Termier, 1950）[6]：有文獻視本科為貽貝科之下的亞科[7][8]。
- Musculidae
- 嚴謹定義的貽貝科（Mytilidae）

## 參看
- 淡菜類